# Новоселиште
Новосе́лиште (болг. Новоселище) — село в Кирджалійській області Болгарії. Входить до складу общини Черноочене.

## Населення
За даними перепису населення 2011 року у селі проживали 89 осіб, з них 88 осіб (98,9%) — турки.
Розподіл населення за віком у 2011 році:
Динаміка населення: